# ジェール県
ジェール県、またはジェルス県（ジェールけん、Gers、フランス語発音: [ʒɛʁ(s)]、オック語発音: [dʒɛɾs]）は、フランスのオクシタニー地域圏の県である。

## 歴史

ジェール県の地図。旧ガスコーニュ州の地方を色分けしている
アルマニャック
コンドモワ
コマンジュ
リヴィエール・ヴェルダン

フランス革命中の1790年3月4日、かつてのガスコーニュ州を分割して新設された県である。1808年、県南東部にあったラヴィ小郡は分離されタルヌ＝エ＝ガロンヌ県へ併合された。

## 地理
オート＝ピレネー県、オート＝ガロンヌ県、タルヌ＝エ＝ガロンヌ県、ロット＝エ＝ガロンヌ県、ランド県、ピレネーザトランティック県と接している。
ジェルス県は丘陵の風景で知られている。めまぐるしく変化する丘陵は、谷が散在し、多くの場合農業利用される人工湖が隠れている。

## 気候
県南西部の年間降水量は900mmを越え、オーシュ、コンドンのある県北東部の年間降水量は700mmを下回る。夏は暑く降雨はまれで、多くの場合気温が35℃以上である。冬は変化が大きく、氷点下の気温になったり夜に霜が降りることが多い。しかし気候は比較的穏やかである。

## 経済
県経済は農業と料理を目的とした観光が主体である。県はマイス、コムギ、ナタネ、ガチョウの飼料としてのヒマワリの生産地である。農産品は地元の農場や工場で、フォワグラ、コンフィ、ファルシといった高級食材となる。アルマニャックやワインも生産されている。

## 司法
県内に少なくとも刑務所を持っているほとんど全ての県とは異なり、ジェルス県には刑務所がない。オーシュにあった刑務所は、1966年に閉鎖され10年後に取り壊された。ジェルス県の受刑者は控訴審裁判所のあるアジャンに投獄される。

## 人口統計
| 1801年  | 1831年  | 1841年  | 1851年  | 1856年  | 1861年  | 1866年  |
| ------- | ------- | ------- | ------- | ------- | ------- | ------- |
| 257.609 | 312.160 | 311.447 | 307.479 | 304.497 | 298.931 | 295.692 |
| 1872年  | 1876年  | 1881年  | 1886年  | 1891年  | 1896年  | 1901年  |
| 284.717 | 283.546 | 281.532 | 274.391 | 261.084 | 250.472 | 238.448 |
| 1906年  | 1911年  | 1921年  | 1926年  | 1931年  | 1936年  | 1946年  |
| 231.088 | 221.994 | 194.406 | 196.419 | 193.134 | 192.451 | 190.431 |
| 1954年  | 1962年  | 1968年  | 1975年  | 1982年  | 1990年  | 1999年  |
| 185.111 | 182.264 | 181.577 | 175.366 | 174.154 | 174.587 | 172.335 |
| 2006年  | 2007年  |         |         |         |         |         |
| 181.374 | 183.621 |         |         |         |         |         |

参照元:SPLAF、2006年以降INSEE2007年以降INSEE

## 主なコミューン
人口2000人を越えるコミューンは以下のものである。
| コミューン       | 人口 2007 | 変遷 2007/1999 | コミューン               | 人口 2007 | 変遷 2007/1999 |
| ---------------- | --------- | -------------- | ------------------------ | --------- | -------------- |
| オーシュ         | 21,703    | == -0,9 %      | ミランド                 | 3,740     | 4,9 %          |
| コンドン         | 7,147     | == -1,5 %      | ヴィック＝フェザンサック | 3,651     | == 1 %         |
| リル＝ジュルダン | 6,754     | 21,6 %         | ジモン                   | 2,906     | 6 %            |
| フルーランス     | 6,255     | == -0,4 %      | パヴィ                   | 2,340     | 5,4 %          |
| オーズ           | 3,928     | == 1,1 %       | サマタン                 | 2,214     | 21 %           |
| レクトゥール     | 3,771     | -4,3 %         |                          |           |                |
| Source : Insee   |           |                |                          |           |                |

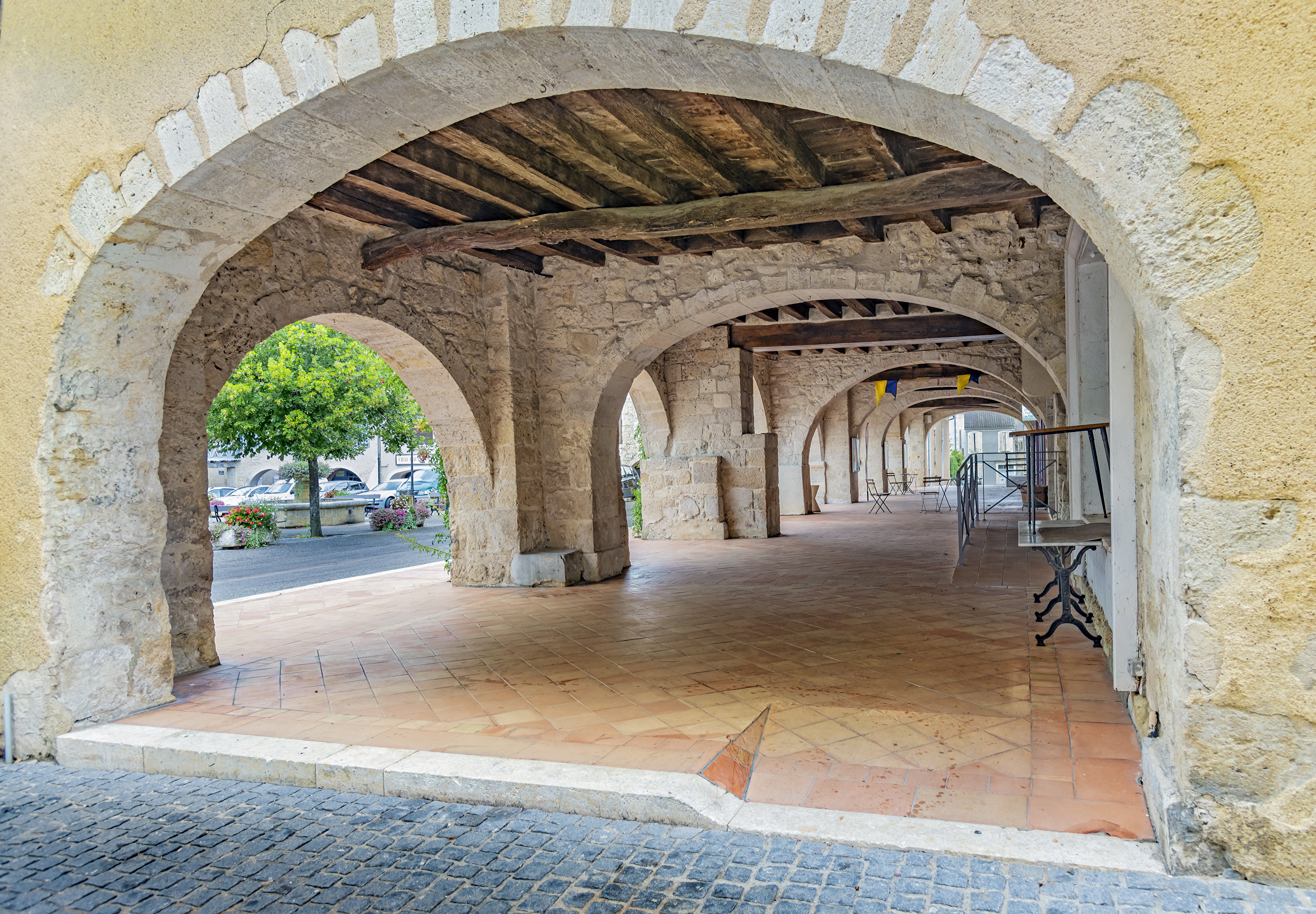
モンレアル。バスティッドの特徴であるアーケード
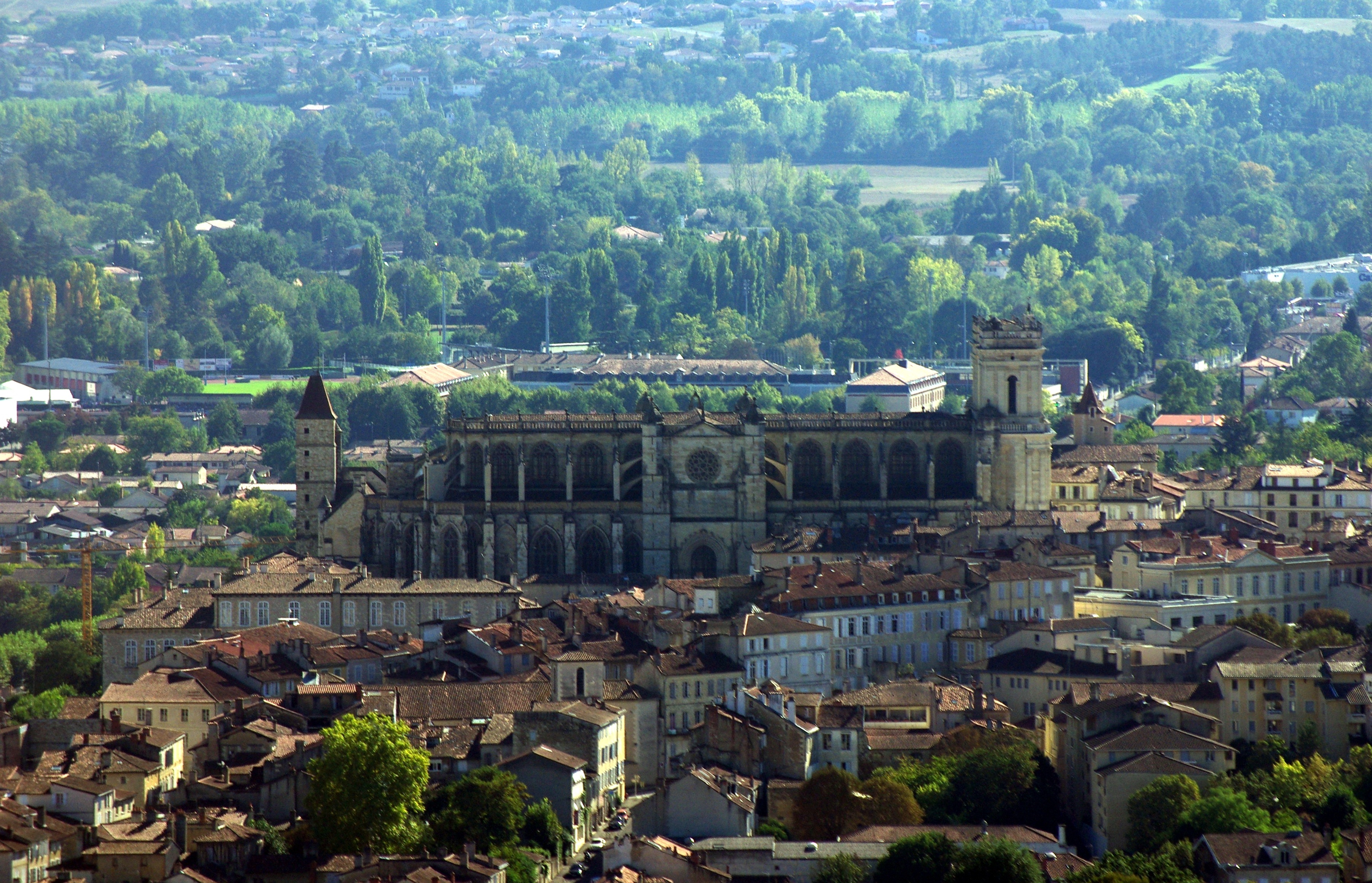
オーシュのサント・マリー大聖堂
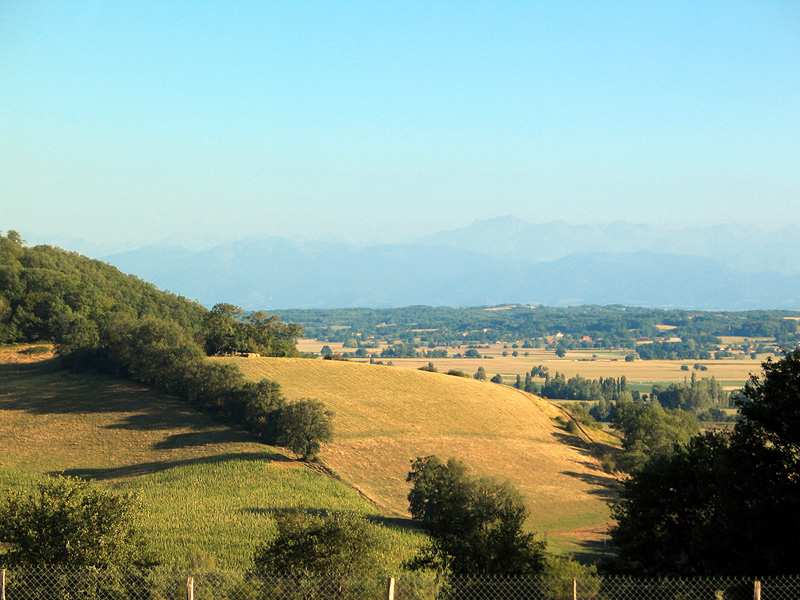
マルシアック南部の田園風景。遠方はピレネー山脈
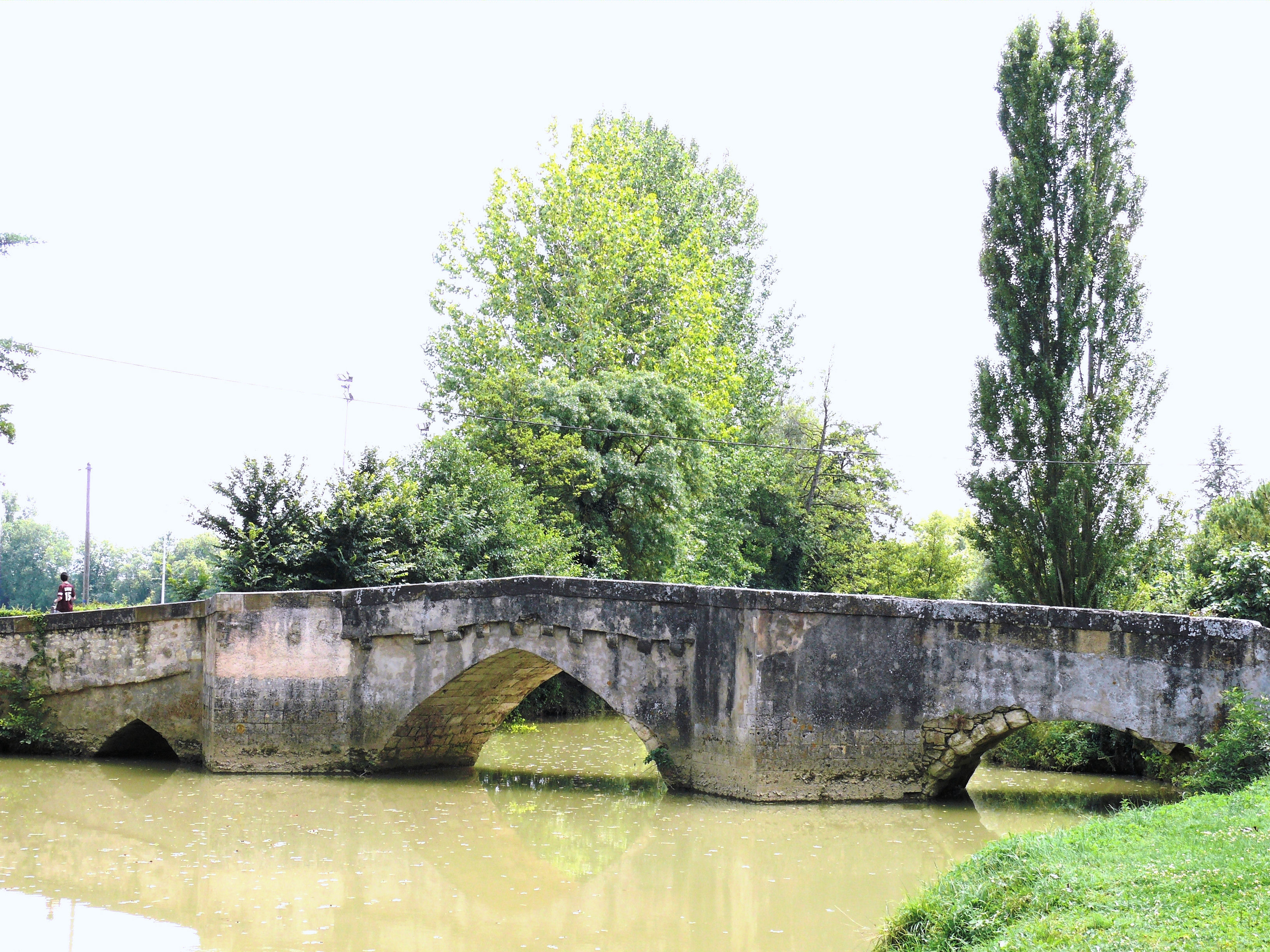
パヴィを流れるジェール川
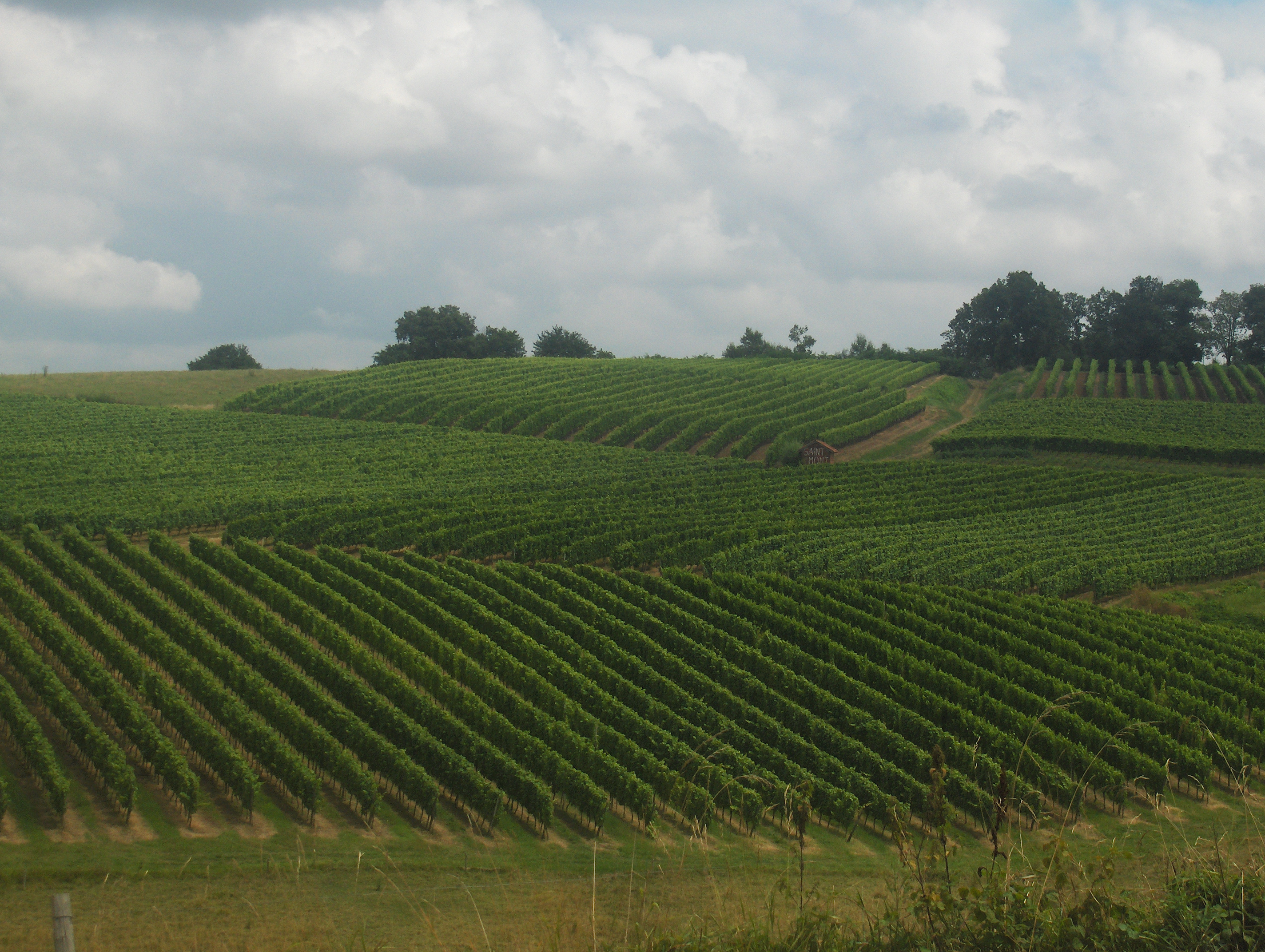
リュピアック近郊、コート・ド・サン・モンのブドウ畑